# Raised on Rock/For Ol’ Times Sake
Raised on Rock/For Ol’ Times Sake – album studyjny Elvisa Presleya wydany 1 października 1973 przez RCA Records. Presley jest jego współproducentem.

## Zawartość
Album został nagrany w Stax Studios w Memphis w stanie Tennessee w lipcu 1973 roku oraz w domu Presleya w Palm Springs w Kalifornii we wrześniu 1973 roku. Dwie piosenki z tych sesji zostały zachowane do wydania na albumie Good Times następnej wiosny. Początkowe ścieżki wokalne zostały nagrane w lipcu 1973 roku. „Raised on Rock„ wsparty przez »For Ol« Times Sake” był jedynym singlem wydanym z albumu, osiągając nr 41 na liście Billboard i nr 42 na liście Country we wrześniu 1973 roku.
Album był jednym z niewielu, które nie trafiły na listy przebojów w Wielkiej Brytanii, ale singiel „Raised on Rock / For Ol' Times Sake” wszedł na brytyjskie listy przebojów. Niektóre z piosenek to dobrze znane covery, takie jak „Are You Sincere”, które istniały już od wielu lat, ale niektóre nowe piosenki, takie jak singiel otwierający, zostały napisane dla Presleya lub napisane przez autorów, których wcześniej nagrał, takich jak Mark James. Tytułowy singiel „Raised on Rock” został zauważony przez historyków, takich jak Roy Carr i Mick Farren w Elvis: The Illustrated Record, jako dziwny tekstowo, ponieważ Presley śpiewa w pierwszej osobie o byciu dzieckiem i odkrywaniu rock and rolla poprzez płyty takie jak „Johnny B. Goode”, kiedy Presley był współczesny artystom, których cytuje.
W 1979 r. okrojona wersja „Are You Sincere” znalazła się na albumie Our Memories of Elvis i została wydana jako singiel, osiągając 10. miejsce na liście Billboard Country.

## Lista utworów
| 1.  | „Raised on Rock” (Mark James)                                              | 2:40  |
|     |                                                                            |       |
| 2.  | „Are You Sincere” (Wayne Walker)                                           | 2:01  |
|     |                                                                            |       |
| 3.  | „Find Out What's Happening” (Jerry Crutchfield)                            | 2:31  |
|     |                                                                            |       |
| 4.  | „I Miss You” (Donnie Summer)                                               | 2:14  |
|     |                                                                            |       |
| 5.  | „Girl of Mine” (Jerry Reed, Barry Mason)                                   | 3:38  |
|     |                                                                            |       |
| 6.  | „For Ol’ Times Sake” (Tony Joe White)                                      | 3:37  |
|     |                                                                            |       |
| 7.  | „If You Don't Come Back” (Jerry Leiber, Mike Stoller)                      | 2:31  |
|     |                                                                            |       |
| 8.  | „Just a Little Bit” (Ralph Bass, Fats Washington, John Thornton, P. Brown) | 2:33  |
|     |                                                                            |       |
| 9.  | „Sweet Angeline” (Eddy Arnold, Geoff Morrow)                               | 3:02  |
|     |                                                                            |       |
| 10. | „Three Corn Patches” (Jerry Leiber, Mike Stoller)[3]                       | 2:46  |
|     |                                                                            |       |
|     |                                                                            | 27:33 |
|     |                                                                            |       |